# Berkovitsa
Berkovitsa (bulgare : Берковица [bɛrˈkɔvit͡sɐ])  est une ville et une station de ski  de l'oblast de Montana dans le nord-ouest de la Bulgarie.
C'est le centre administratif de la municipalité homonyme de Berkovitsa, province du Montana et est proche de la ville de Varshets. En décembre 2009, elle comptait 13 917 habitants.

## Jumelages
Berkovitsa est jumelée avec :
- Dzerjinski (ville) (Russie)[2]
- Zaječar (Serbie)
- Dimitrovgrad (Serbie) (Serbie)